# Apollo (застосунок)
Apollo for Reddit — сторонній клієнт Reddit для iOS та iPadOS, розроблений канадським програмістом Крістіаном Селіґом, колишнім стажистом Apple. Застосунок був випущений у жовтні 2017 року. Селіґ закрив Apollo у червні 2023 року після внесення змін Reddit у свій прикладний програмний інтерфейс.

## Історія
У жовтні 2014 року Reddit придбав Alien Blue, сторонній клієнт свого сервісу для iOS. Alien Blue був вилучений з App Store у квітні 2016 року, після чого Reddit анонсував свій власний застосунок. Колишній стажист Apple Крістіан Селіґ, який прагнув імітувати Alien Blue, анонсував Apollo 23 жовтня 2017 року після двох років розробки. Селіґ написав застосунок переважно на Swift, а також використовував Objective-C, Objective-C++ та C для окремих функцій. Backend застосунку був написаний на Go.
Apollo був розроблений відповідно до офіційних рекомендацій Apple щодо створення додатків для iOS і використовував дизайн, базований на жестах. Коментарі нових акаунтів Reddit можна було виділити, щоб допомогти користувачам виявити «тролів», тоді як коментарі бота-модератора AutoModerator можна було приховати. Текстовий редактор Apollo був сумісний із мовою розмітки Markdown. На відміну від офіційного застосунку Reddit, в Apollo не було реклами для користувачів, які не платили. Однак, налаштування жестів, авторизація через кілька акаунтів і надсилання повідомлень були доступні лише за одноразову плату в розмірі 5 $, відому як «Apollo Pro». За 1 $ на місяць користувачі могли придбати «Apollo Ultra», який мав push-сповіщення і користувацькі теми оформлення. У травні 2022 року система сповіщень була перероблена. У вересні, разом із випуском iPhone 14 Pro та його Max-версії, застосунок отримав оновлення, яке додало звірятко, схоже на тамагочі, що з'являлося над вирізом дисплея iPhone 14 й отримало назву «Pixel Pals». Також застосунок було оновлено для підтримки віджетів на екрані блокування в системі iOS 16.
У квітні 2023 року Reddit оголосив, що буде стягувати плату від компаній за доступ до свого прикладного програмного інтерфейсу (API), адже, за словами генерального директора Reddit, Стіва Гаффмана, «масив даних Reddit є дуже цінним». У травні Селіґ повідомив, що Reddit планує стягувати 12 тисяч $ за кожні 50 мільйонів запитів; минулого місяця Apollo здійснив 7 мільярдів запитів, що відповідало б 1,7 мільйона $ на місяць або 20 мільйонів $ на рік для Селіґа. Проте він заявив, що в нього немає «таких грошей». Зміни в API набули чинності 19 червня. Рішення обмежити доступ до «дорослого контенту» в API також торкнулося Apollo. 8 червня Селіґ оголосив про припинення розробки та закриття Apollo 30 червня. За його твердженням, Гаффман повідомив співробітникам, що він намагався шантажувати Reddit на 10 мільйонів $.

## Сприйняття
У 2017 році вебсайт TechCrunch високо оцінив Apollo, описавши його як «гарний, чистий і сучасний» застосунок. Селіґ використав популярність додатка, щоб зібрати 27 тисяч CA$ для Товариства із запобігання жорстокості Нової Шотландії на свій 26-й день народження в липні 2019 року. Lifehacker та Vice визнали застосунок найкращим клієнтом Reddit для iOS у 2022 і 2023 роках відповідно. Крім того, Apollo увійшов до списку «Вибір редакторів» в App Store. Станом на травень 2023 року застосунок мав 900 тисяч щоденних активних користувачів, а загальна кількість його завантажень становила 5 мільйонів разів.